# Barvilo
Barvílo je sredstvo za barvanje, barvasta snov, ki se kemično veže na substrat, na katerega je nanešen. Po lastnosti, da se veže na substrat, se razlikuje od pigmenta. Običajno se barvila nanašajo kot vodne raztopine, včasih to vključuje dodajanje lužil, ki izboljšajo vezavo.
Barvila so do srede 19. stoletja izdelovali iz bioloških pigmentov in sicer:
- škrlatno iz različnih školjk,
- rumeno in oranžno iz žafrana, kurkume, hene,
- modro iz indiga in oblajsta,
- škrlatno rdečo (karmin) iz posušenih mehiških košeniljk.

Umetna barvila so začeli uporabljati proti koncu 19. stoletja. V sodobnem času je zaradi industrijskih zahtev večina barvil sintetičnih, prevladujejo petrokemični proizvodi.